# Strefy życia w morzu
W morzach i oceanach można wyróżnić trzy strefy życia:
1. Strefa przybrzeżna (litoral)
2. Strefa otwartej toni wodnej (pelagial)
3. Strefa głębinowa (bental i hadal).

Powyższa strefowość zależy od efektywności przenikania światła przez toń wodną.